# Nathan Marsters
Nathan Marsters (* 28. Januar 1980 in Grimsby, Ontario; † 8. Juni 2009 bei Hamilton, Ontario) war ein kanadischer Eishockeytorwart. Beim NHL Entry Draft 2000 wurde er in der fünften Runde an 165. Stelle durch die Los Angeles Kings ausgewählt.

## Karriere
Der 1,93 m große und 86 kg schwere Marsters begann 2000 am Rensselaer Polytechnic Institute, Eishockey  zu spielen. Ab der Saison 2004/05 spielte er bei den Louisiana IceGators. Weitere Stationen waren zwischen 2005 und 2007 die Portland Pirates aus der American Hockey League, Augusta Lynx und Wheeling Nailers aus der ECHL sowie die Laredo Bucks aus der Central Hockey League. Daran schloss sich der Sprung nach Europa zu den EC Graz 99ers an. Hiernach wechselte er am 31. Januar 2008 zu den Krefeld Pinguinen in die Deutsche Eishockey Liga.
Nathan Marsters kam im Juni 2009 bei einem Verkehrsunfall in einem Vorort von Hamilton ums Leben, nachdem ein Rentier die Straße kreuzte und in sein Auto gerannt war.

## Erfolge und Auszeichnungen
- 2001 ECAC All-Rookie Team
- 2004 ECAC Second All-Star Team
- 2005 ECHL All-Star Game